# Tweede Broekermolen
De Tweede Broekermolen is een in 1631 gebouwde windmolen. De molen bemaalde met nog vier molens de Uitgeester- en Heemskerkerbroekpolder. De molen die bewoond is staat vlak bij het havengebied van Uitgeest, in het buitengebied tussen het dorp Uitgeest en Krommeniedijk.
De molen is een achtkante poldermolen van het type grondzeiler met een lage, stenen voet en een houten, rietgedekte bovenbouw. De weeg is gepotdekseld. De binnenkant van het boven de woning gelegen gedeelte is zwart beroet, omdat vroeger de rook van de kachel door de molen ging.
De molen is een bovenkruier met een binnenkruiwerk. De molen kan gekruid worden met het kruirad of met een elektromotor. Het kruiwerk bestaat uit houten en ijzeren rollen in houten rollenwagens, waarbij verscheidene houten rollen niet meer dragen.

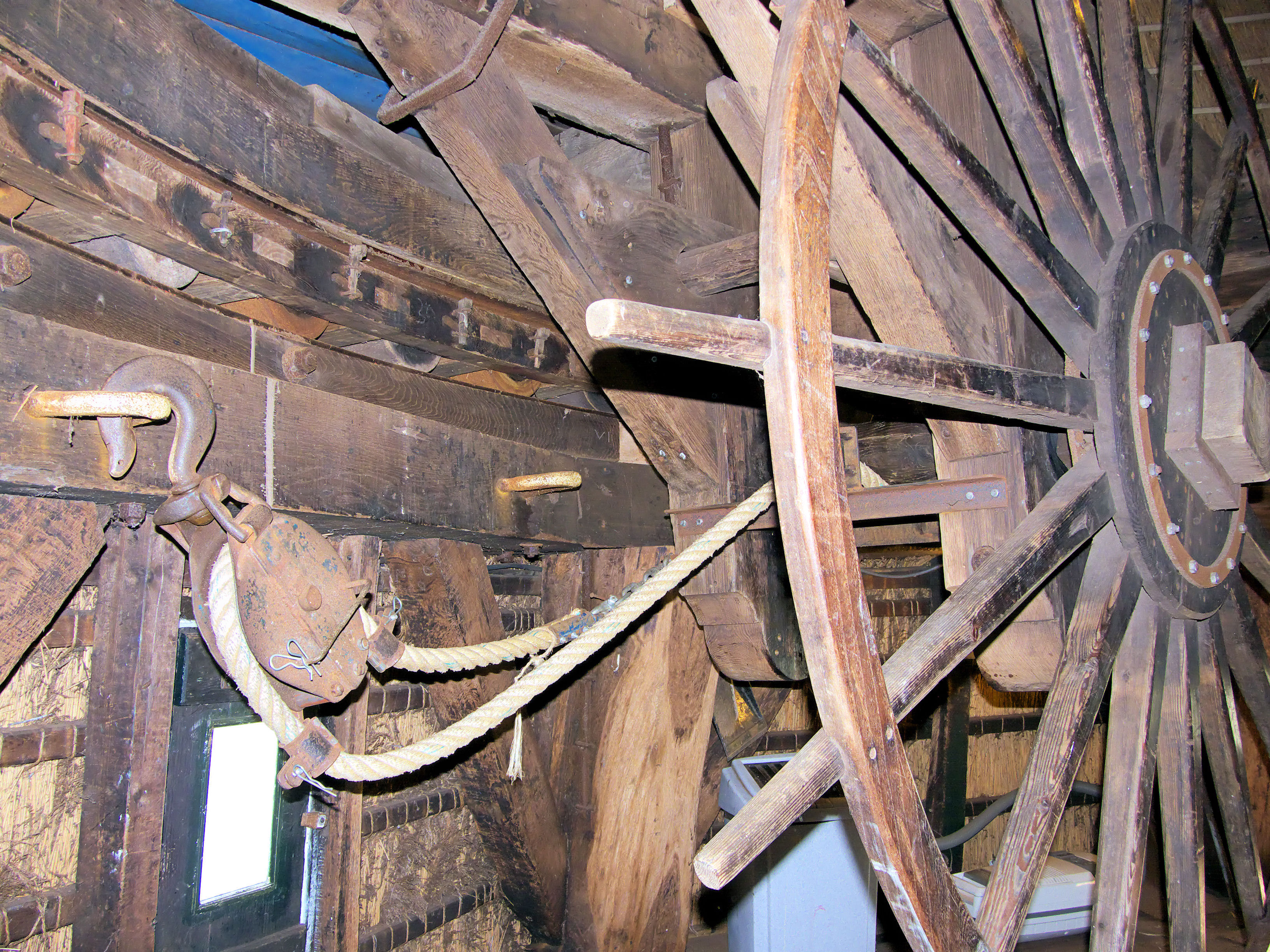
Binnenkruiwerk met kruirad

Het gevlucht is Oud-Hollands en 26,20 m lang. De gelaste, ijzeren roeden van het fabricaat Hoogovens zijn in 1989 gemaakt en in 1990 gestoken. Daarvoor had de molen zogenaamde potroeden (geklonken ijzeren roeden). De in 1870 gegoten gietijzeren bovenas is van de Prins van Oranje uit 's-Gravenhage. De roe kan vastgezet worden aan ogen, die aan de weeg van de houten achtkant vastzitten.
De vang (rem) is een stutvang, die met een wipstok en een binnenvangtrommel kan worden bediend. De vangbalk rust als de molen draait op een klamp op de achterste hanger.
Het water wordt opgevoerd met een stalen vijzel, die een doorsnede heeft van 2 meter. De vijzel wordt aangedreven door de onderbonkelaar, die twee gangen kammen heeft. De buitenste gang is voor licht werk als er weinig wind is en de binnenste voor zwaar werk als er veel wind is.
Ook zit er in de molen een luiwerk, wat in de regel alleen in korenmolens voorkomt, voor het ophijsen van materialen en werktuigen.

## Fotogalerij

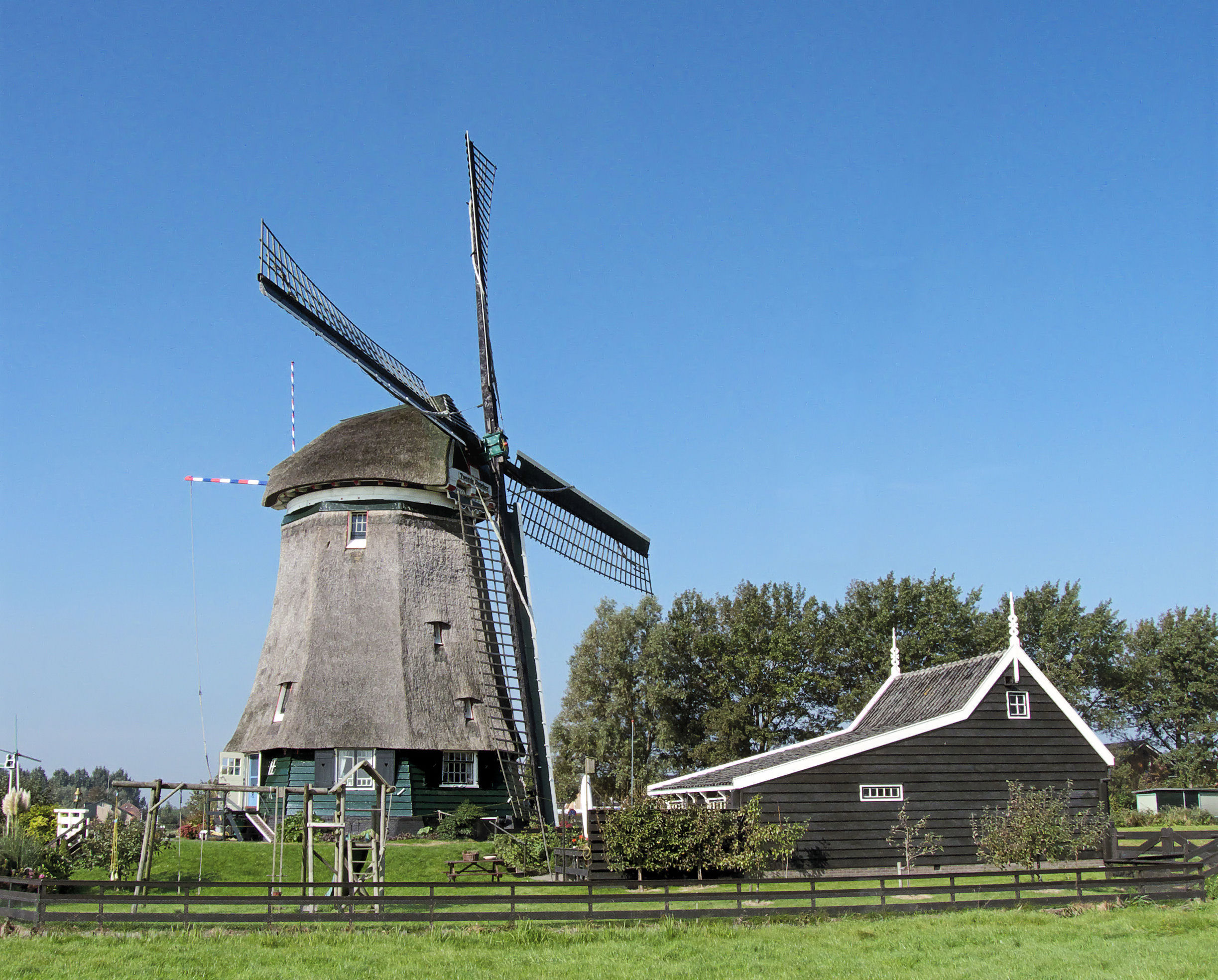
Tweede Broekermolen
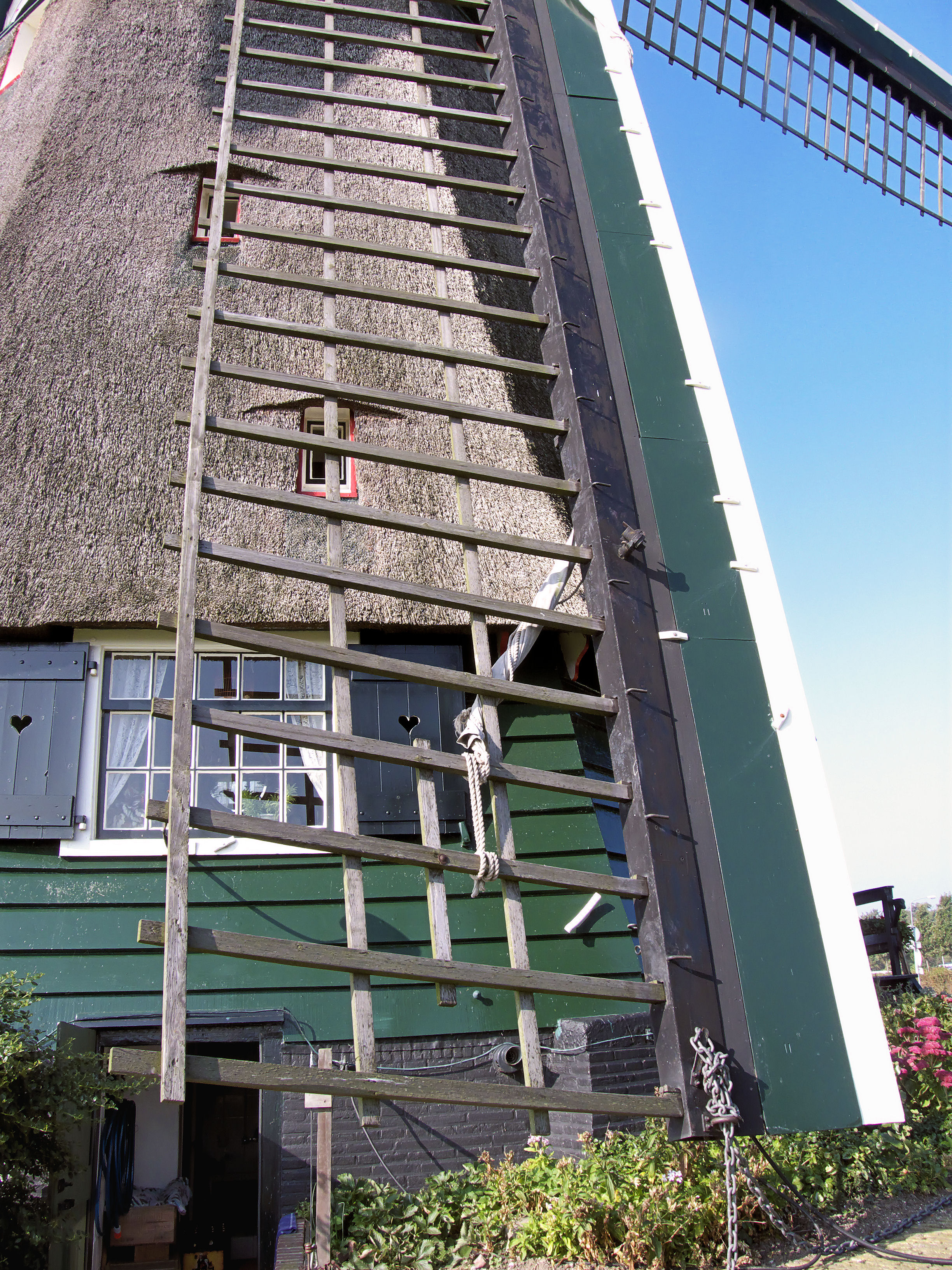
Wiek
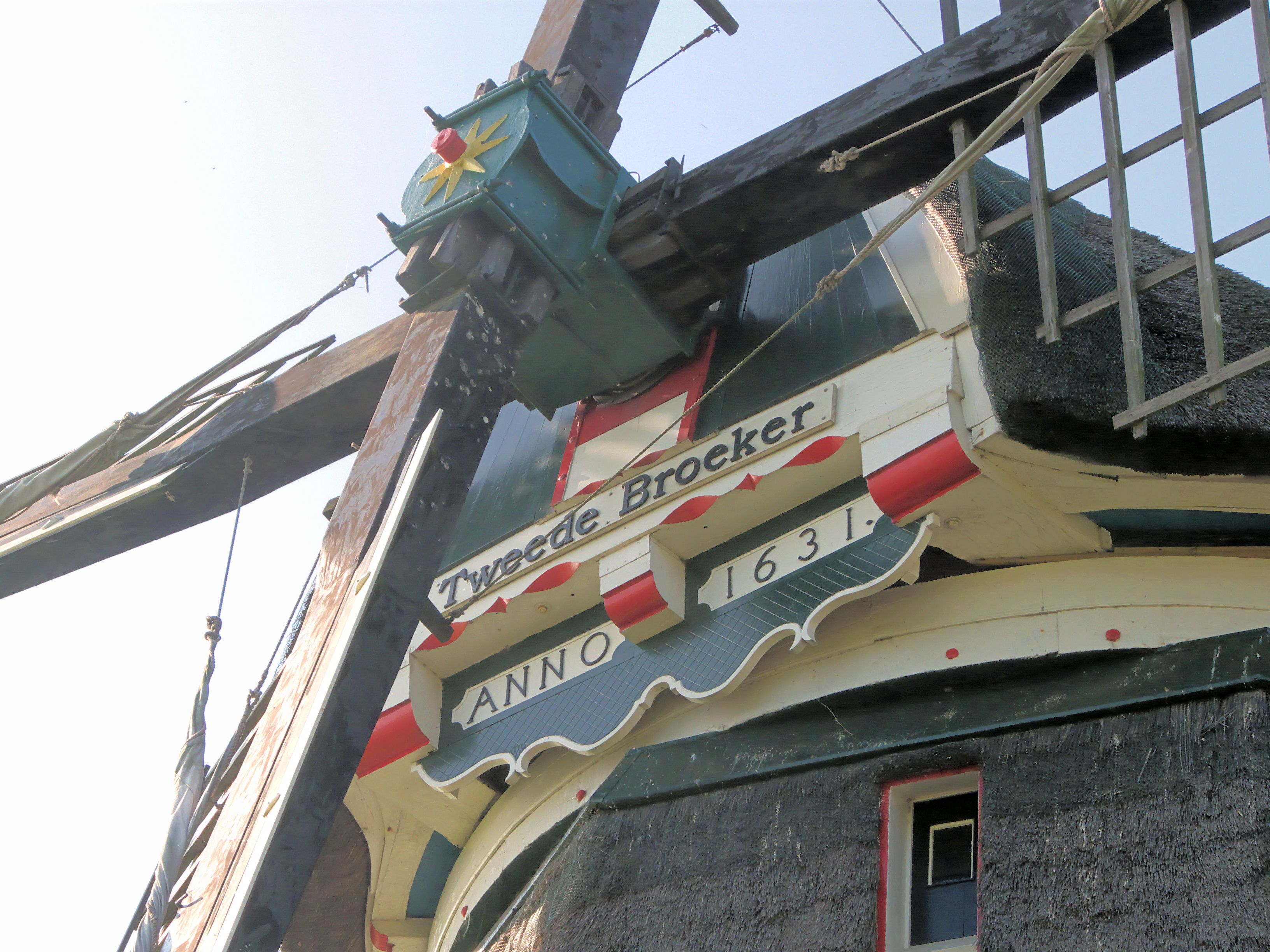
Baard
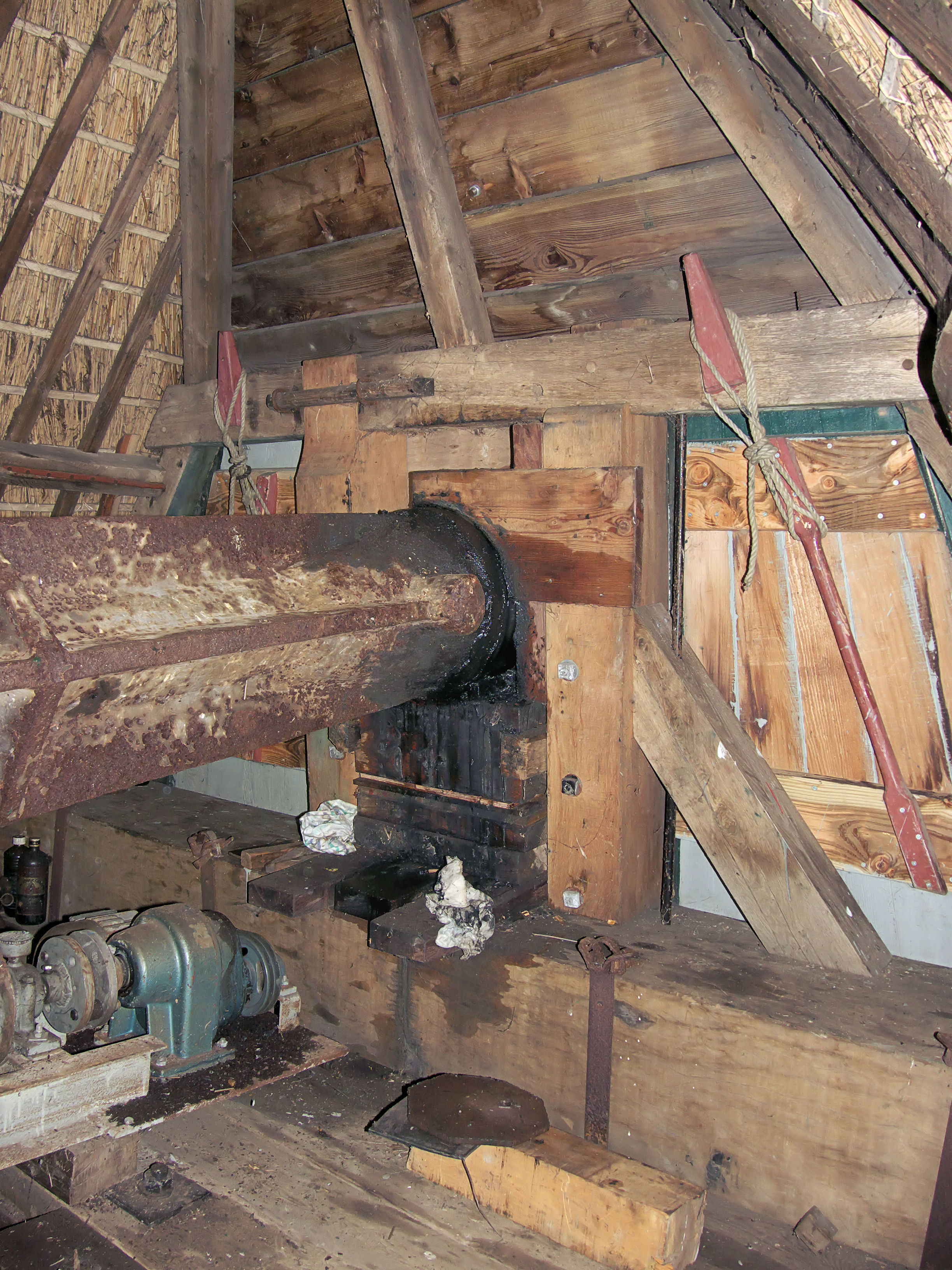
Voorkeuvelens
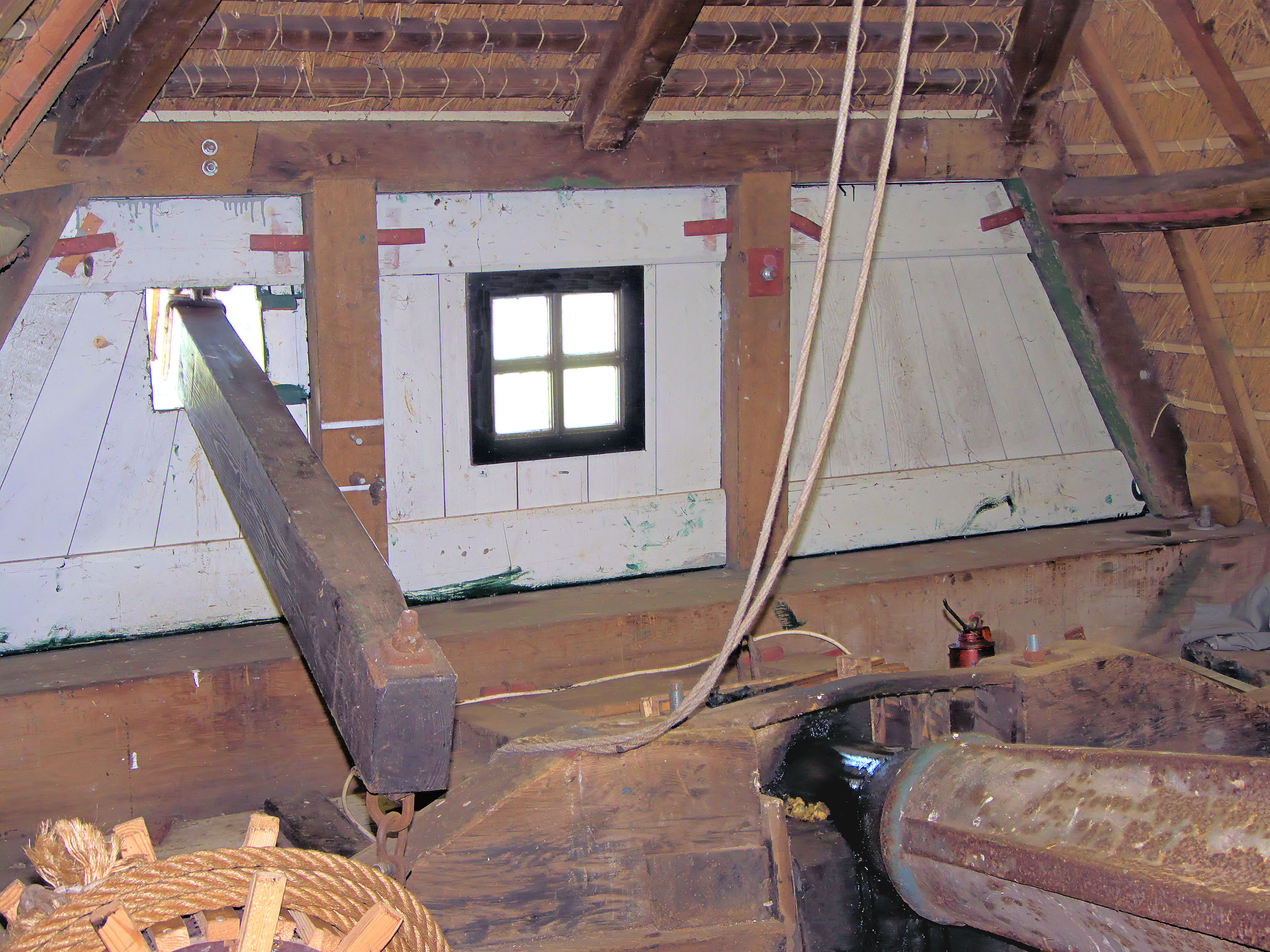
Binnenkant achterkeuvelens
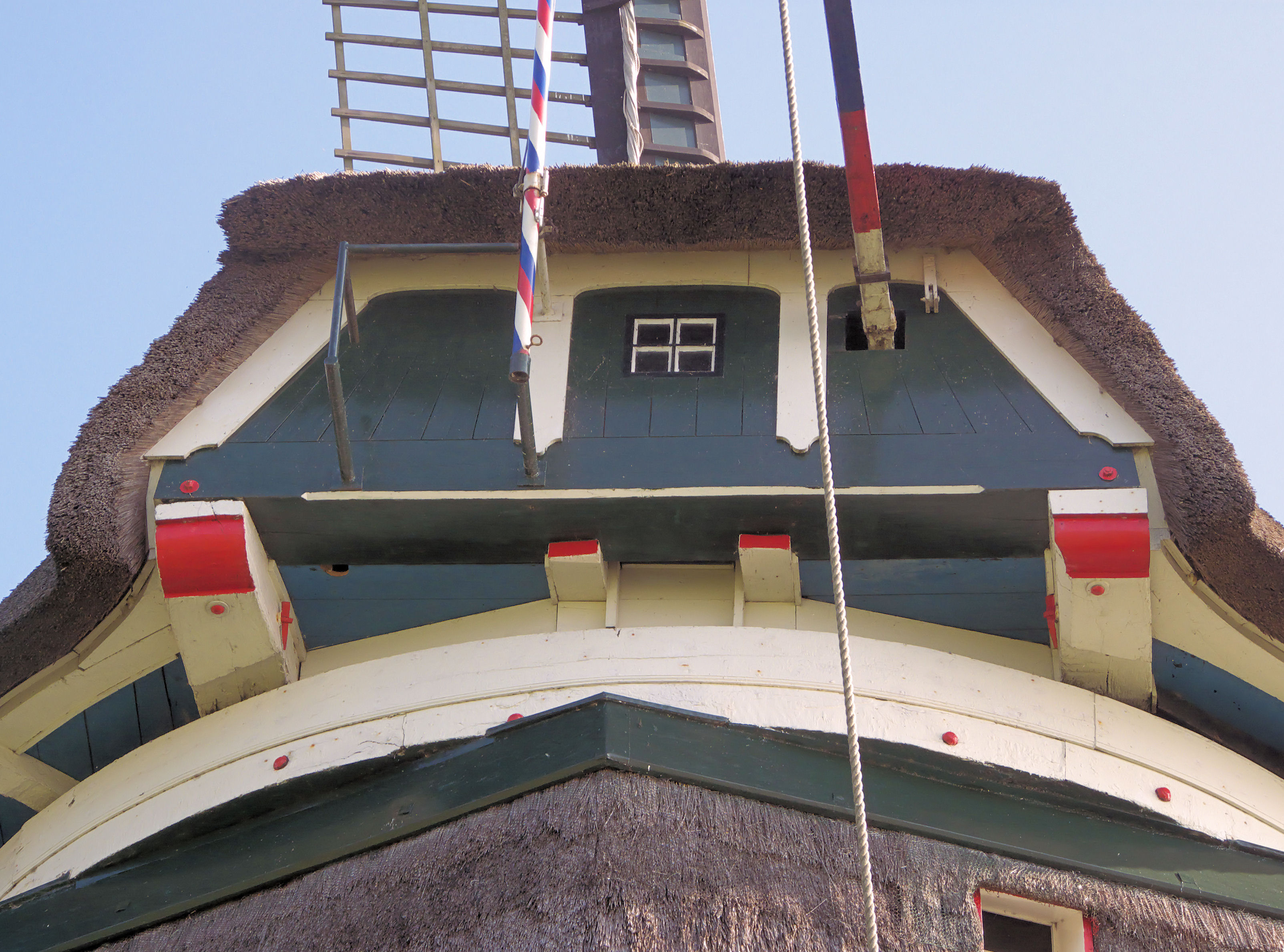
Achterkeuvelens
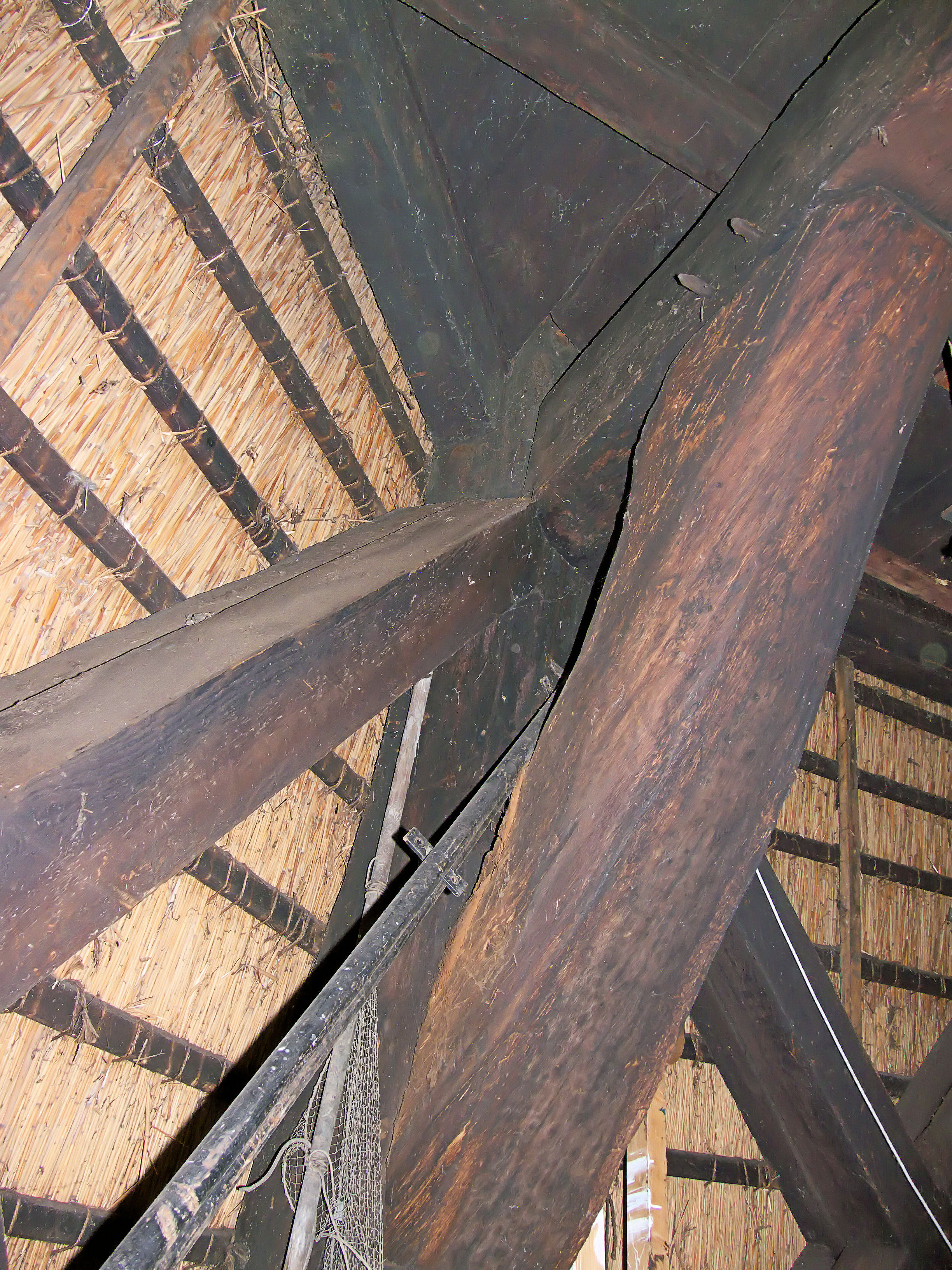
Beroete binten
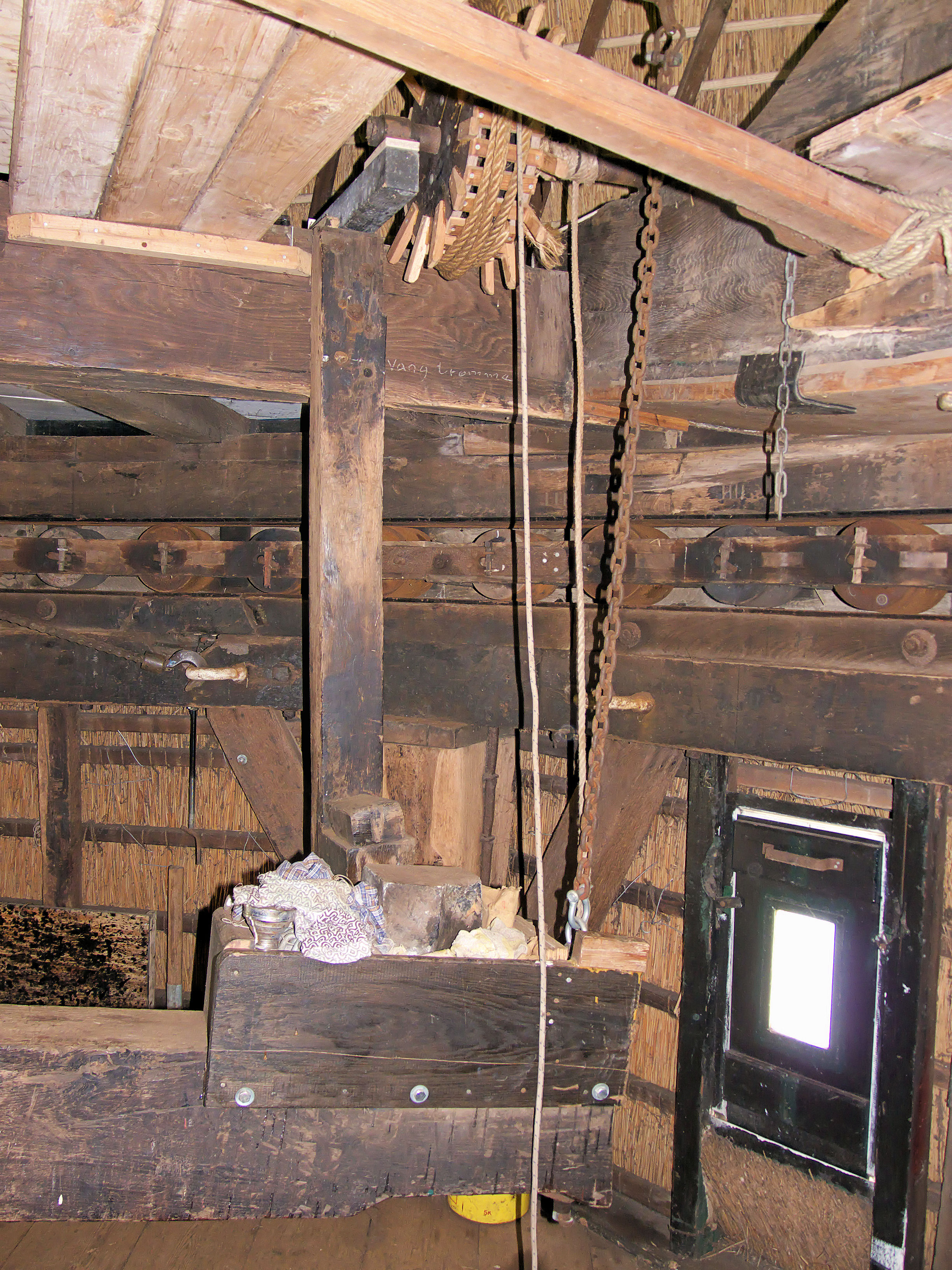
Achterste hanger met klamp en vangtrommel
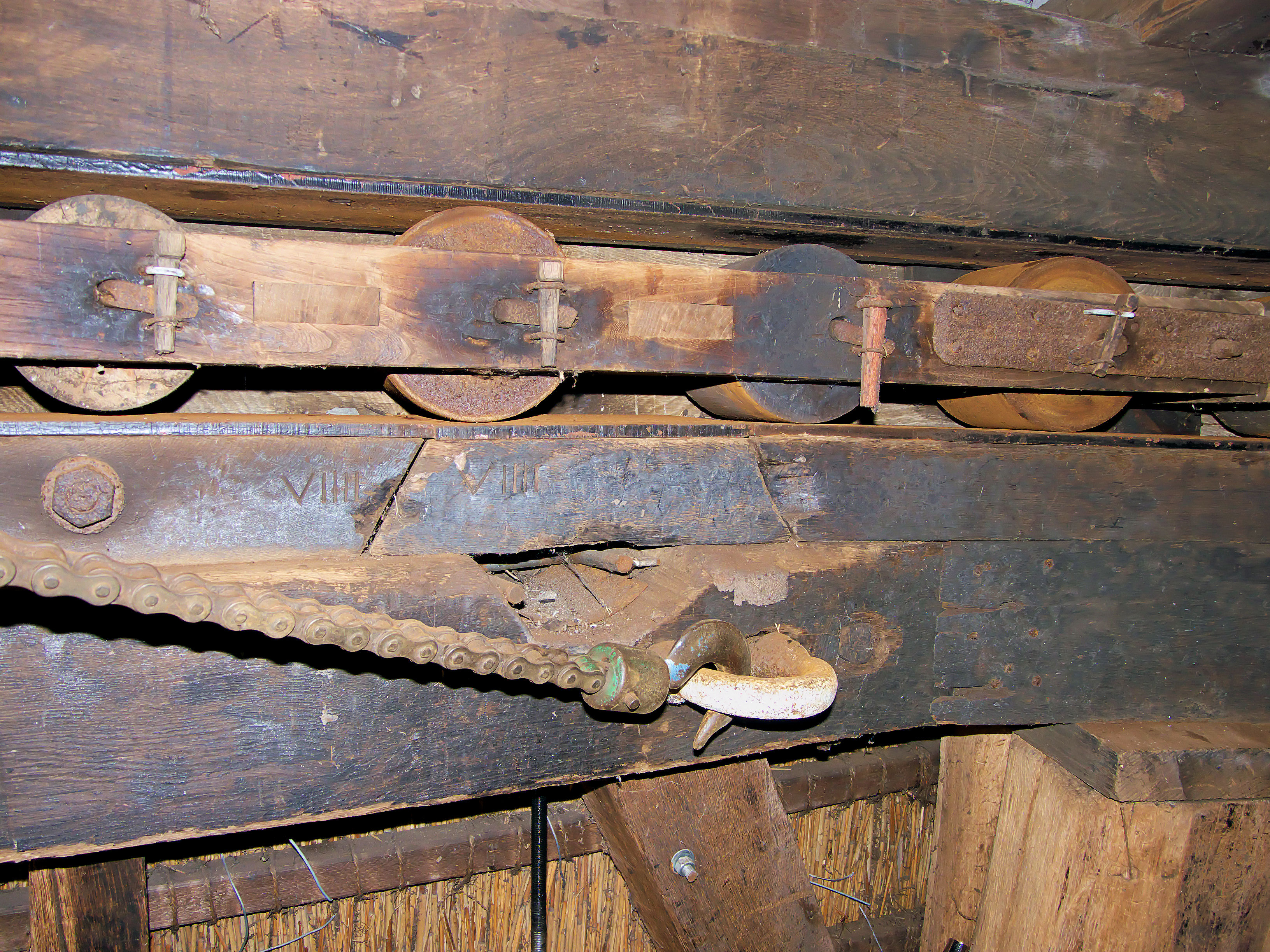
Kruiwerk
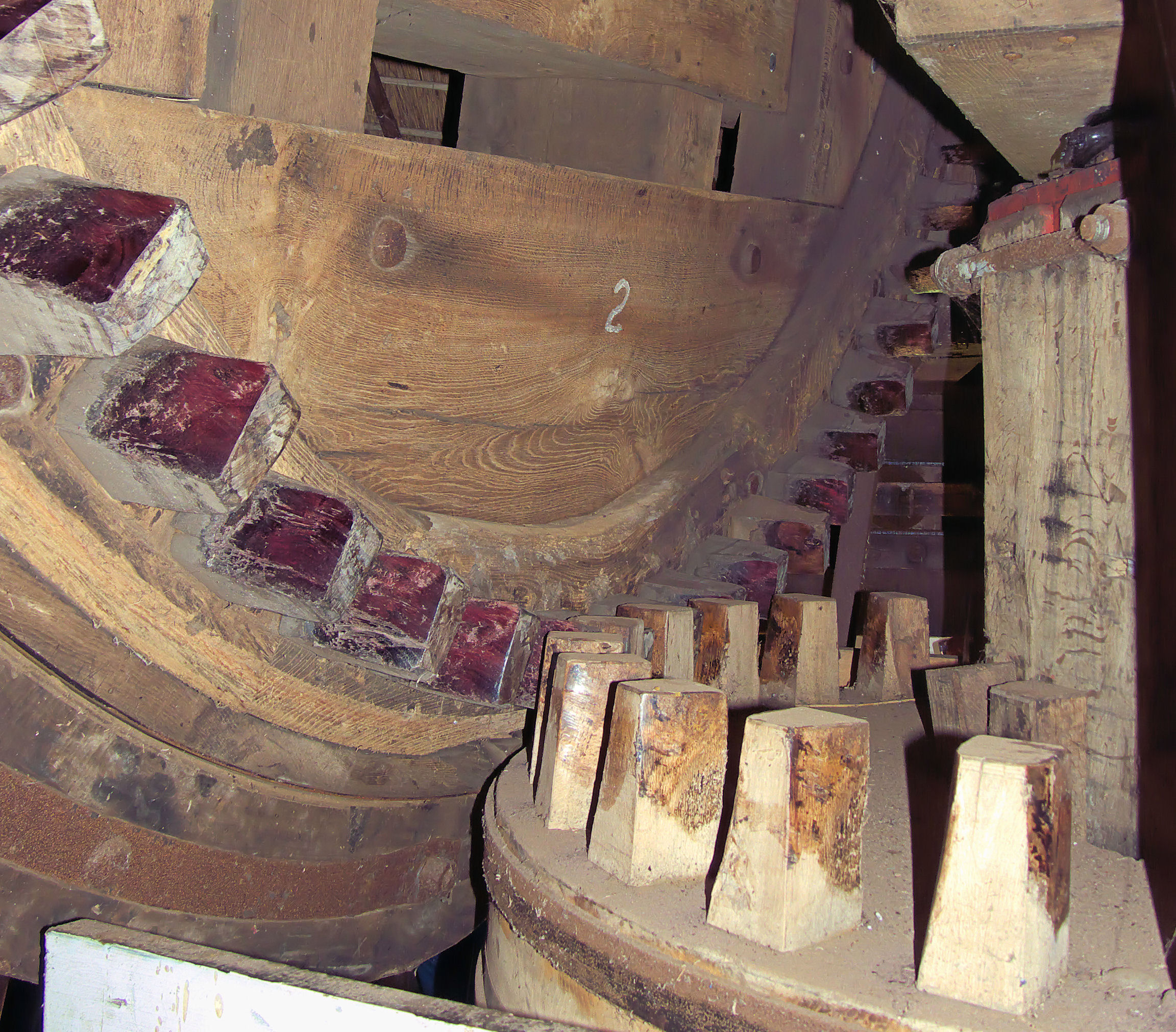
Bovenwiel met bovenbonkelaar
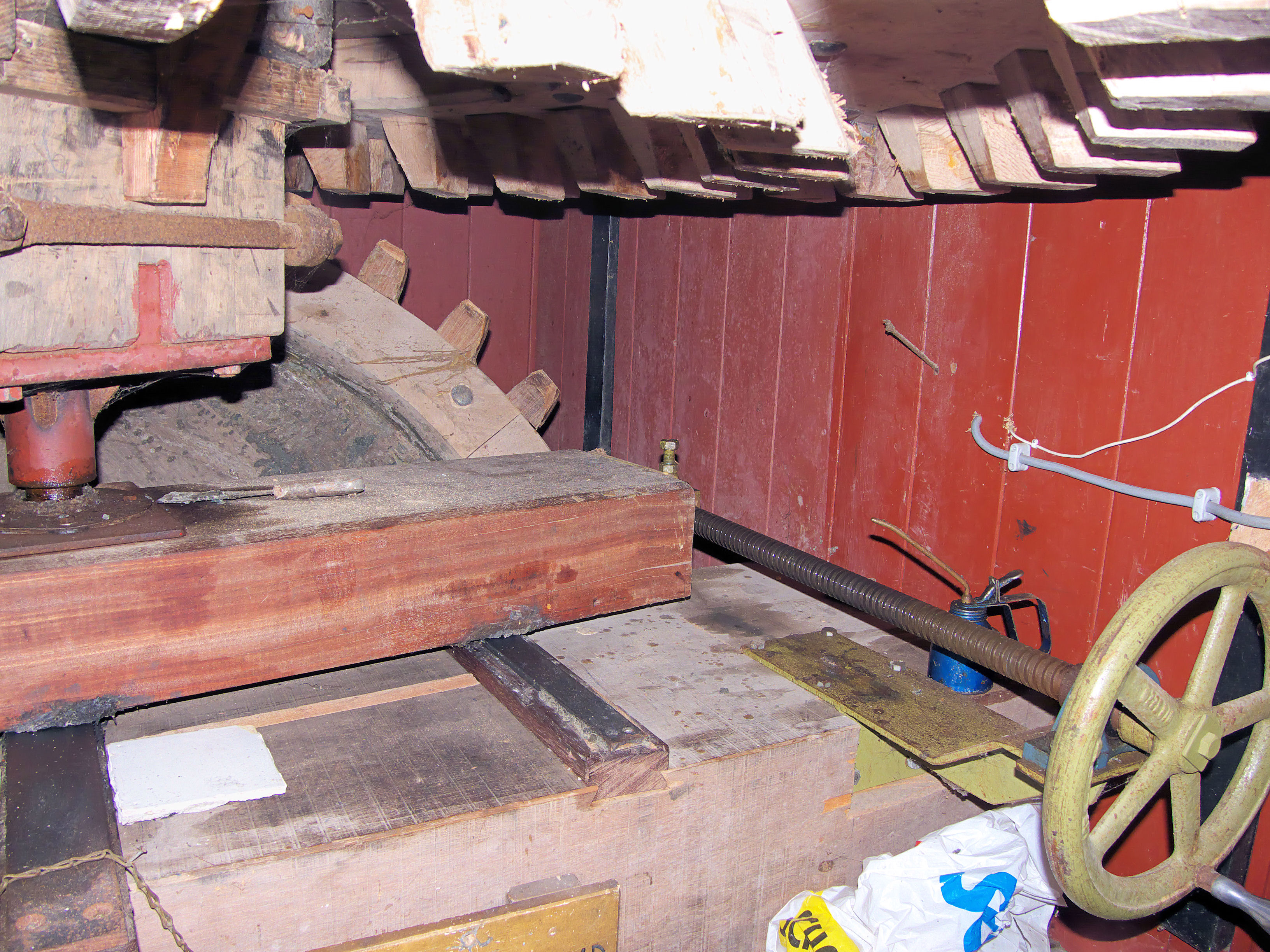
Koningsspil op wervel met onderbonkelaar en vijzelwiel
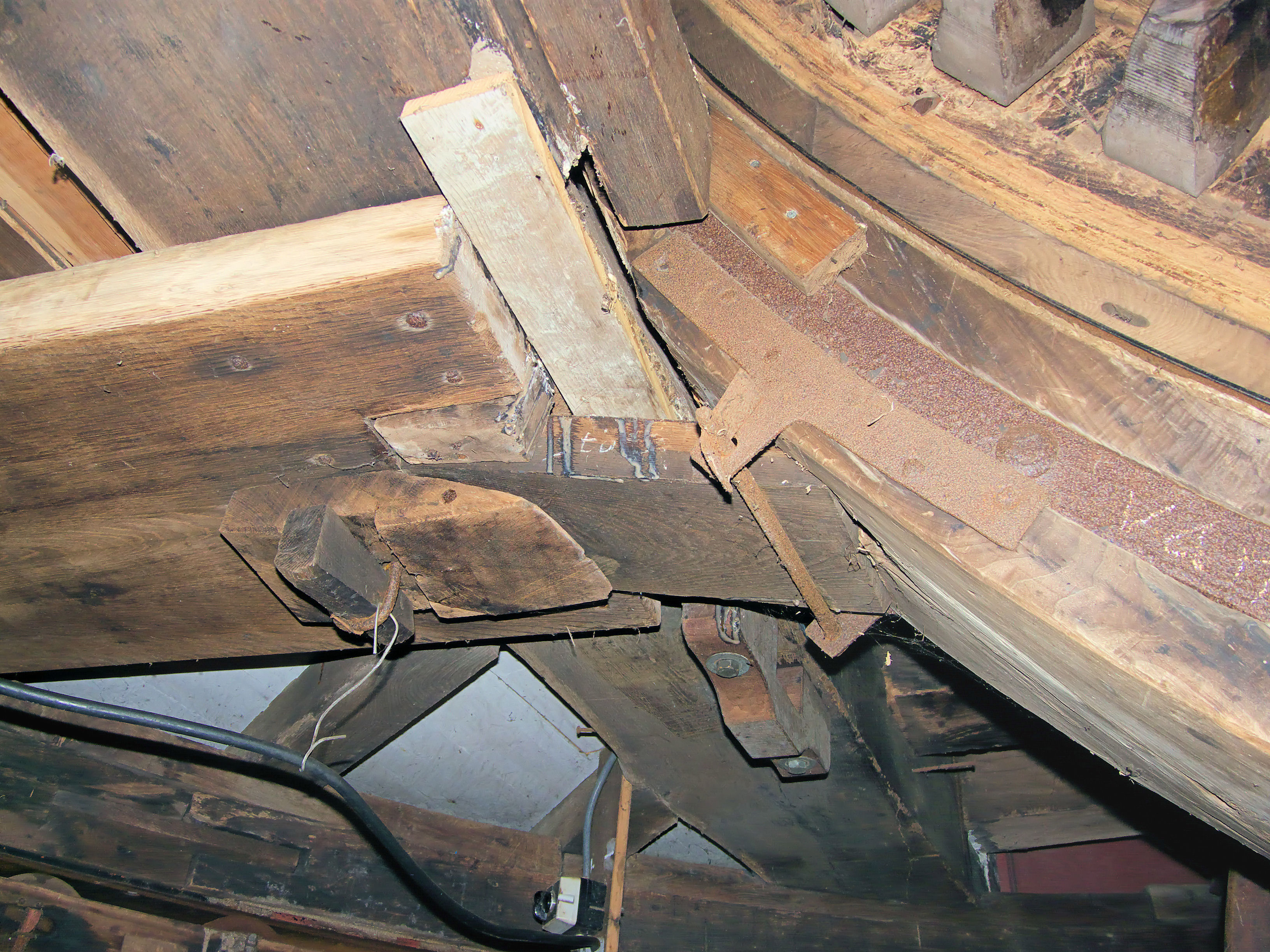
Stut van de stutvang